# عیسی‌خان والی
عیسی‌خان والی (درگذشته ۱۲۷۸ قمری) پسر امیرقاسم خان قاجار  محمدقاسم خان ظهیرالدوله، برادر مهدعلیا و دایی ناصرالدین‌شاه قاجار بود.
عیسی‌خان مدتی به حکومت اصفهان و چندی به حکومت گیلان برقرار بود. ناصرالدین‌شاه پس از عزل میرزا آقاخان نوری لقب او را که «اعتمادالدوله» بود به عیسی‌خان داد. پیش از آن، از دوران صفویه لقب «اعتمادالدوله» تنها به صدراعظم تعلق داشت و عیسی‌خان نخستین کسی بود که بدون داشتن مقام صدارت عظمی، لقب اعتمادالدوله دریافت کرد. پس از فوت او این لقب به برادرش موسی‌خان قاجار منتقل شد و پس از او به میرزا یحیی قراگوزلو رسید.
عیسی‌خان صاحب چند پسر بود، از جمله:
1. حسینقلی‌خان مجدالسلطنه
2. مهدی‌قلی‌خان مجدالدوله
3. جعفرقلی‌خان جلال‌الملک